# Logic 5 (Spiel)
Logic 5 ist ein mikroprozessorbasiertes Spiel, das 1978 von Milton Bradley in der Bundesrepublik Deutschland veröffentlicht wurde. In den Vereinigten Staaten von Amerika kam es als Comp IV in den Handel, in Japan unter der Bezeichnung Pythaligoras. Das Gerät ist eine elektronische Umsetzung des bekannten Deduktionsspieles Mastermind.

## Spielprinzip
Das Gerät legt eine geordnete drei- bis fünfstellige Ziffernkombination, den Code, an. Jede Ziffer zwischen 0 und 9 kommt darin nur ein einziges Mal vor. Aufgabe des Spielers ist es nun, diesen Code herauszufinden. Die Eingabe erfolgt über die Nummerntastatur des Geräts. Die roten LEDs im Display zeigen an, wie viele Ziffern übereinstimmen und wie viele davon an der korrekten Stelle im Code stehen. Dem Handheld lag ein Auswertungsblock bei, auf dem der Spieler Notizen anfertigen kann.
Zwei Personen können entweder zusammen oder gegeneinander spielen. Möchte man die Zahlenkombination gemeinsam erraten, so gibt man den Code für alle Mitspieler sichtbar ein. Spielt man gegeneinander, löst man die Aufgabe verdeckt, drückt nach der korrekten Lösung die Taste "E" und reicht das Gerät an einen Mitspieler weiter. Dieser muss den gleichen Code erneut lösen – entweder schneller oder in weniger Versuchen.

## Rezeption
Die Zeitschrift Chip bemängelte in einem Test die Notwendigkeit, einen Auswertungsblock benutzen zu müssen. (Das Vorbild Mastermind hatte als Merkhilfe kleine Markierungsstecker.) Weiterhin wurde kritisiert, dass man keinen eigenen Code eingeben könne und dass der generierte Code nicht angezeigt werden kann, falls man nicht in der Lage sei, diesen zu bestimmen. Auch das Gehäuse fand keinen Gefallen in der Zeitschriftenredaktion: seine Abmessungen seien zu groß. Positiv bewertet wurde die Netzunabhängigkeit, der einstellbare Schwierigkeitsgrad und die Schulung des logischen Denkens.

## Hardware
Die äußeren Abmessungen sind 10,5 × 19 cm bei einer Höhe von ca. 11 cm. Das Gewicht inklusive 9-V-Batterie beträgt ca. 320 g. Das Spiel konnte auch mit einem Netzteil betrieben werden, welches aber nicht zum Lieferumfang gehörte.
Der im Logic 5 verwendete Mikrocontroller TMS0904 ist eine Variante des Texas Instruments TMS1000 und wurde Mitte der 1970er Jahre in Taschenrechnern wie dem TI1270 und anderen elektronischen Spielen ("Code Name Sector", "Wiz-a-Tron") verwendet.

## Emulatoren
Für PDA und Smartphones mit Palm OS gab es einen Emulator (Freeware).